# Seegeriella
Seegeriella là một chi thực vật có hoa trong họ Lan.